# Angelo Spinillo
Angelo Spinillo (Sant'Arsenio, 1º maggio 1951) è un vescovo cattolico italiano, dal 15 gennaio 2011 vescovo di Aversa.

## Biografia
Consegue la licenza in teologia pastorale profetica presso la Pontificia facoltà teologica dell'Italia meridionale.
Il 15 luglio 1978 è ordinato presbitero dal vescovo Umberto Luciano Altomare.

### Ministero episcopale
Il 18 marzo 2000 è eletto vescovo di Teggiano-Policastro. Il 13 maggio dello stesso anno riceve la consacrazione episcopale dal cardinale Michele Giordano.
È stato membro della Commissione episcopale per la famiglia e la vita della Conferenza Episcopale Italiana.
Nel 2006 chiude il sinodo diocesano con il tema "Vi ho chiamato amici".
Il 5 giugno 2007 riapre, dopo una chiusura di molti anni, il museo diocesano di Teggiano.
Nello stesso anno, a conclusione del XVIII convegno pastorale diocesano, il 19 settembre 2007 apre il processo diocesano di beatificazione per il suo predecessore Federico Pezzullo, vescovo di Policastro.
Nel 2009 fonda il periodico diocesano Mete magazine.
Nello stesso anno difende l'operato di due sacerdoti della sua diocesi entrati in contrasto con i loro parrocchiani: don Pasquale Pellegrino, di Torre Orsaia, accusato, ingiustamente, di essere l'amante di donne del luogo, e don Gianni Citro di Lentiscosa, già in urto per la gestione di una festa di paese con i suoi parrocchiani che successivamente volevano allontanarlo dopo la sua iscrizione al PD. Il vescovo ricorda a don Gianni Citro che il diritto canonico limita le possibilità di impegno politico dei preti.
Il 15 gennaio 2011 è eletto vescovo di Aversa, succedendo all'arcivescovo, titolo personale, Mario Milano.
Il 22 maggio 2012 è eletto, dalla 64ª Assemblea Generale, vicepresidente, per il sud, della Conferenza Episcopale Italiana, restando in carica per un quinquennio.
Il 3 gennaio 2013 gli viene conferita la cittadinanza onoraria di Monte San Giacomo, piccolo comune in provincia di Salerno nel quale era in precedenza stato parroco dal 1983 al 1991. Dal settembre dello stesso anno ricopre anche l'ufficio di amministratore apostolico di Caserta fino al 18 maggio 2014.
Il 26 maggio 2021 la Conferenza Episcopale Italiana, riunita in Assemblea generale, lo elegge presidente della Commissione episcopale per il laicato.

## Genealogia episcopale e successione apostolica
La genealogia episcopale è:
- Cardinale Scipione Rebiba
- Cardinale Giulio Antonio Santori
- Cardinale Girolamo Bernerio, O.P.
- Arcivescovo Galeazzo Sanvitale
- Cardinale Ludovico Ludovisi
- Cardinale Luigi Caetani
- Cardinale Ulderico Carpegna
- Cardinale Paluzzo Paluzzi Altieri degli Albertoni
- Papa Benedetto XIII
- Papa Benedetto XIV
- Cardinale Enrico Enriquez
- Arcivescovo Manuel Quintano Bonifaz
- Cardinale Buenaventura Córdoba Espinosa de la Cerda
- Cardinale Giuseppe Maria Doria Pamphilj
- Papa Pio VIII
- Papa Pio IX
- Cardinale Alessandro Franchi
- Cardinale Giovanni Simeoni
- Cardinale Vincenzo Vannutelli
- Cardinale Giovanni Battista Nasalli Rocca di Corneliano
- Cardinale Marcello Mimmi
- Arcivescovo Giacomo Palombella
- Cardinale Michele Giordano
- Vescovo Angelo Spinillo

La successione apostolica è:
- Vescovo Stefano Rega (2023)